# Злопољац
Злопољац је насељено место у граду Бихаћу, Федерација Босне и Херцеговине, БиХ.

## Становништво
| Националност       | 1991.        |
| Срби               | 196 (95,60%) |
| Муслимани          | 7 (3,41%)    |
| Хрвати             | 0            |
| Југословени        | 0            |
| остали и непознато | 2 (0,97%)    |
| Укупно             | 205          |